# Profumo

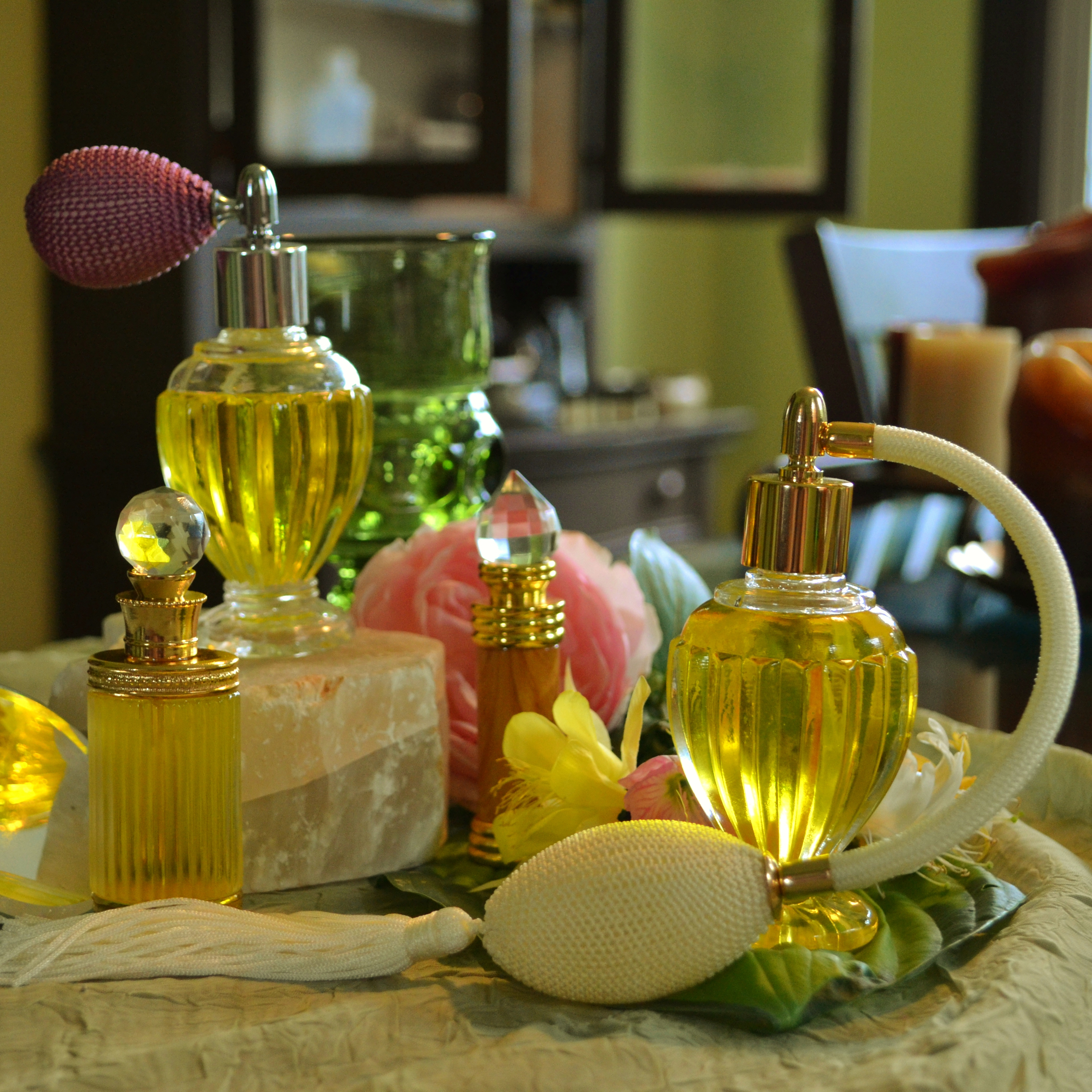
Una collezione di flaconi di profumo in vetro

Un profumo (dal latino per, «attraverso», e fumum, «fumo») è una miscela a base di alcool o sostanze oleose, con sostanze odorose, utilizzata per dare al corpo umano, agli animali, agli oggetti o agli spazi abitativi un odore gradevole.

## Storia del profumo
I cosmetici profumati erano già conosciuti e utilizzati dagli Egizi circa 5000 anni fa (per esempio il kyphi), come attestato da rinvenimenti archeologici nel sito di Luxor. Profumi vennero ampiamente utilizzati da tutti i popoli del Mediterraneo antico, dai Greci ai Romani e agli Arabi. In quest'epoca i profumi erano a base oleosa, in quanto servivano innanzitutto a proteggere la pelle dal sole; a questa base oleosa si aggiungevano aromi vegetali: i più famosi e pregiati erano la mirra, l'incenso, l'aloe, il nardo, il terebinto e il benzoino. I primi erano coltivati dai Sabei e da altri popoli vicini, cioè nella zona dell'attuale Yemen, mentre gli altri si trovavano anche sulle rive del Mediterraneo.
Nel Medioevo l'uso dei profumi in Europa decadde, sia perché le aree di produzione erano cadute in mano agli Arabi, sia perché la Chiesa cattolica guardava con sospetto tale consumo voluttuario. L'arte profumiera si sviluppò invece nel mondo islamico e in particolare in Persia, dove fu inventata l'acqua di rose. Anche altri fiori furono utilizzati in ambito musulmano, come le zagare; si trattava comunque sempre di profumi a base acquosa, stante il divieto islamico in materia di alcool. A partire dal XIV secolo in poi, la produzione di profumi è nuovamente documentata anche in Europa, in Ungheria e soprattutto a Firenze. Si trattava, ora, di profumi a base alcolica. Fu Caterina de' Medici a portare la profumeria in Francia: infatti, andando sposa a Enrico II di Francia, portò con sé il proprio profumiere, Renato (o Réné) il Fiorentino.
Fino alla fine del XVIII secolo Firenze e Venezia erano il polo di produzione di profumi più importante d'Europa. La nascita della moderna arte profumiera avvenne a cavallo fra il Seicento ed il Settecento con l'ammodernarsi delle profumerie Europee e la nascita di nuovi prodotti commerciali come per esempio l'acqua di Colonia del profumiere italiano Giovanni Maria Farina evoluzione dell'Aqua Mirabilis del piemontese Giovanni Paolo Feminis e con lo sviluppo di nuovi centri produzione come la profumiera di Grasse (grazie alle estese coltivazioni di fiori) o come il sud Italia grazie alla grande presenza di agrumi e spezie coltivate ed esportate in tutta Italia ed Europa, primo fra tutti il bergamotto e il suo olio essenziale, divenuto ingrediente base di tutti i profumi moderni. Infatti in quest'epoca si diffusero profumi più delicati e leggeri, ma anche più economici e rivolti ad un bacino di utilizzatori più esteso.
Successivamente, nel corso dell'Ottocento e del primo Novecento la varietà delle essenze disponibili aumentò, grazie alle esplorazioni geografiche ed al colonialismo. In quest'epoca si sono diffusi profumi come la vaniglia, l'ylang ylang, il Vetiver, il Tea Tree, coltivati nelle colonie europee dall'Africa all'Indonesia. Un'ultima rivoluzione è avvenuta nel 1921 quando Coco Chanel ha prodotto il suo primo profumo. Da allora in poi sempre più profumi sono stati prodotti da maisons di abbigliamento, pelletterie ed altri campi del lusso, anziché da ditte specializzate. Quella nel settore cosmetico è stata infatti la prima applicazione del principio del total brand, dell'uso, cioè, di un marchio nato in un settore per prodotti appartenenti ad altri settori merceologici. Tuttora è il campo in cui questo principio viene maggiormente applicato.
L'ultima tappa nella storia del profumo è posta alla fine del XIX secolo in contemporanea con lo sviluppo industriale. Si assiste a un cambiamento notevole dove i profumi vengono prodotti in serie, nascono i grandi magazzini e infine nascono i primi prodotti di sintesi grazie allo sviluppo della chimica organica. Componenti essenziali di un profumo moderno sono soprattutto l'alcool ed essenze naturali in esso disciolte come l'olio, oppure, come sempre più spesso accade, elementi sintetici profumati, chiamati "materie odorose" nel linguaggio specialistico. Al giorno d'oggi, la maggioranza di questi elementi profumati viene prodotta in grandi quantità e perciò a costi ridotti. Per la composizione di un profumo vengono mescolati insieme da 30 a 80 elementi profumati, scelti fra le circa 200 essenze naturali ed i quasi 2000 elementi sintetici esistenti.

## Classi di diluizione
A seconda della concentrazione degli oli eterici in essi contenuti, i diluenti vengono suddivisi nelle seguenti categorie:
- eau fraîche o eau de solide, a bassa quantità di oli eterici (fino a 1%);
- eau de cologne (Koelnisch Wasser), 3-5%;
- eau de toilette, 6-9% (per le varianti più intense si ha una percentuale del 10-12%);
- eau de parfum, 10-14% (per le varianti più intense si ha una percentuale di 20%);

- parfum o extrait de parfum, 15-30% (per le varianti più intense si ha una percentuale di 40%).

Più materie odorose sono comprese nel profumo, più si innalza il suo potenziale irritante, aumentando il numero di prodotti chimici che entrano in contatto con la pelle. Le varianti estreme o intense contengono una quantità di oli eterici ancora più alta.
Gli eau fraîche, lanciati sul mercato nel 1994, hanno aperto la strada a una nuova collezione di profumi estivi più tenui, spesso commercialmente legati alla dicitura summer edition.

## Intensità ed effetti del profumo
A seconda della sua composizione, ogni profumo ha una propria intensità e propri effetti. La scelta delle materie odorose e della loro concentrazione influenza sia l'intensità del profumo, sia il suo effetto. Perciò vengono distinte soglie differenti:
- Soglia d'effetto: il corpo reagisce al profumo di un'intensità quasi impercettibile
- Soglia della percezione: si percepisce una certa aura, ma che non si sa definire
- Soglia di riconoscimento: si riconosce il profumo e lo si sa definire
- Soglia del piacere: si percepisce l'intensità del profumo
- Soglia dell'eccesso: il profumo ha una nota troppo forte e provoca una sensazione d'invadenza
- Soglia di fuga: il profumo provoca una reazione di fuga